# دی.آی. سوچیانو
دی. آی. سوچیانو ( رومانیایی: D. I. Suchianu؛ ۲ سپتامبر ۱۸۹۵ – ۱۷ آوریل ۱۹۸۵) بازیگر، اقتصاددان، منتقد ادبی، قاضی، و مترجم ارمنی‌تبار اهل رومانی بود.

## زندگی‌نامه
وی در۲ سپتامبر ۱۸۹۵ به دنیا آمد و از en:Alexandru Ioan Cuza University فارغ‌التحصیل گشت. . وی در ۱۷ آوریل ۱۹۸۵ در سن ۸۹ سالگی درگذشت.

## تالیفات
- Despre avuție
- Introducere în economia politică (1930)
- Manual de sociologie (1931)